# Antocha (Antocha) flavidibasis
Antocha (Antocha) flavidibasis is een tweevleugelige uit de familie steltmuggen (Limoniidae). De soort komt voor in het Palearctisch gebied.